# České listy šachové
České listy šachové byl český odborný šachový časopis založený roku 1896 Janem Kotrčem a Karlem Traxlerem. Vycházel jednou měsíčně do roku 1900, kdy skončil kvůli nedostatečné finanční podpoře. V tomtéž roce byl nahrazen novým měsíčníkem Šachové listy, které vydával Josef Vladimír Štefanydes do roku 1902. Roku 1906 pak na tyto časopisy navázal Časopis českých šachistů, který pod názvem Československý šach vychází dodnes.